# إتش ويسلي كيني
إتش ويسلي كيني (بالإنجليزية: Harold Wesley Kenney, Jr.)‏ هو كاتب سيناريو أمريكي، ولد في 1929 في دايتون في الولايات المتحدة، وتوفي في 13 يناير 2015 في سانتا مونيكا في الولايات المتحدة.

## وصلات خارجية
- إتش ويسلي كيني على موقع IMDb (الإنجليزية)
- إتش ويسلي كيني على موقع قاعدة بيانات الفيلم (الإنجليزية)
- إتش ويسلي كيني على موقع كينوبويسك (الروسية)